# Travis (band)
Travis is een Schotse britpopband. De groep maakt rustige pop/rock-liedjes, waarvan Why Does It Always Rain on Me?, Sing, Side en Closer wellicht de bekendste zijn.
De groep werd rond 1990 in Glasgow gevormd, toen de bandleden nog op school zaten. In 1996 besloten de muzikanten zich er wat serieuzer voor in te zetten, en ze verhuisden naar Londen. Het grote succes kwam in 1999 met het album The Man Who, en de daarvan afkomstige single Why does it always rain on me?, dat ook in de Benelux veel op de radio en tv gedraaid werd. Ook de daarop volgende albums werden grote hits, vooral in het Verenigd Koninkrijk, met onder meer de singles Sing en Side.

## Artiesten
- Andy Dunlop - gitarist
- Francis Healy - vocalist, gitarist
- Dougie Payne - bassist, vocalist
- Neil Primrose - drummer

## Albums
- Good Feeling (1997)
- The man who (1999)
- The Invisible Band (2001)
- 12 Memories (2003)
- The singles (2004)
- The Boy With No Name (2007)
- Ode to J. Smith (2008)
- Where you stand (2013)
- Everything at once (2016)
- L.A. Times (2024)